# Diego Núñez de Avendaño
Diego Núñez de Avendaño (... – provavelmente em Lima, Peru, 1607) foi ouvidor (juiz) da Real Audiência de Lima, e por um breve período, em 1607, vice-rei interino do Peru.

## Biografia
Diego Núñez de Avendaño foi o filho do proeminente jurista espanhol e autor Pedro Núñez de Avendaño.
Ele era advogado do Conselho Real (Reales Consejos). Obteve a permissão do Rei Filipe II (datada de 10 de abril de 1565) para publicar as obras completas de seu pai, com exceção do Tratado de la caza (Tratado de caça, Alcalá, 1543).
Na época da morte do vice-rei Gaspar de Zúñiga, no final de 1606, Núñez de Avendaño foi presidente da Audiência de Lima. Em virtude de sua posição, ele ficou no vice-reinado do Peru, mas morreu no início de 1607. Um documento datado de 15 de fevereiro de 1607 nomeou o doutor Alberto de Acuña para a Audiência substituindo Zúñiga y Acevedo após sua morte. Juan de Mendoza y Luna substituiu-o como vice-rei.